# Шахигьян, Йон
Йон Шахигьян (рум. Ion Şahighian; 16 сентября 1897, Бухарест — 12 марта 1965, там же) — румынский театральный деятель, режиссёр театра и кино, актёр, педагог. Заслуженный деятель искусств СРР (1953). Один из пионеров румынского кино.

## Биография
Армянского происхождения. В 1919—1922 годах учился в Бухарестской консерватории музыки и драматического искусства. В 1919 году дебютировал, как актёр. В 1923 году впервые выступил как режиссёр. Осуществил постановку пьесы «Эдип-царь» Софокла на открытом воздухе в Бухаресте.
Позднее работал режиссёром в столичном Национальном театре, театре «Комедия», в антрепризе Буландры, в оперных театрах, оперетте. В 1944—1952 годах — главный режиссёр Национального театра, в 1952 году —главный режиссёр Театра им. Ноттары, был художественным руководителем Армейского театра.
С 1952 года — профессор Института искусства театра и кино им. Й. Л. Караджале.
Побывал в СССР, посетил Армению.

## Избранные театральные постановки
- «Отелло» Шекспира,
- «Ричард III» Шекспира,
- «Двенадцатая ночь» Шекспира,
- «Сон в летнюю ночь» Шекспира,
- «Разбойники» Шиллера,
- «Дон Карлос» Шиллера,
- «Живой труп» Л. Толстого,
- «Пигмалион» Дж. Шоу,
- «Дом, где разбиваются сердца» Дж. Шоу,
- «За горизонтом» Ю. О’Нила,
- «Источник Бландузии» В. Александри,
- «Закат солнца» Б. Штефанеску Делавранча,
- «Хаджи Тудосе» Б. Штефанеску Делавранча,
- «Влайку-Воде» А. Давилы,
- «Человек из Чеатала» М. Давидоглу и др.

Работал в кино с 1925 года. Срежиссировал 8 фильмов.

## Избранная фильмография
- Năbădăile Cleopatrei (1925)
- Datorie și sacrificiu (1926)
- Simfonia dragostei (1928)
- Stele la București (1934)
- Trei dansuri românești (1939)
- Se aprind făcliile (1939)
- O noapte de pomină (1939)